# Moskvas statscirkus

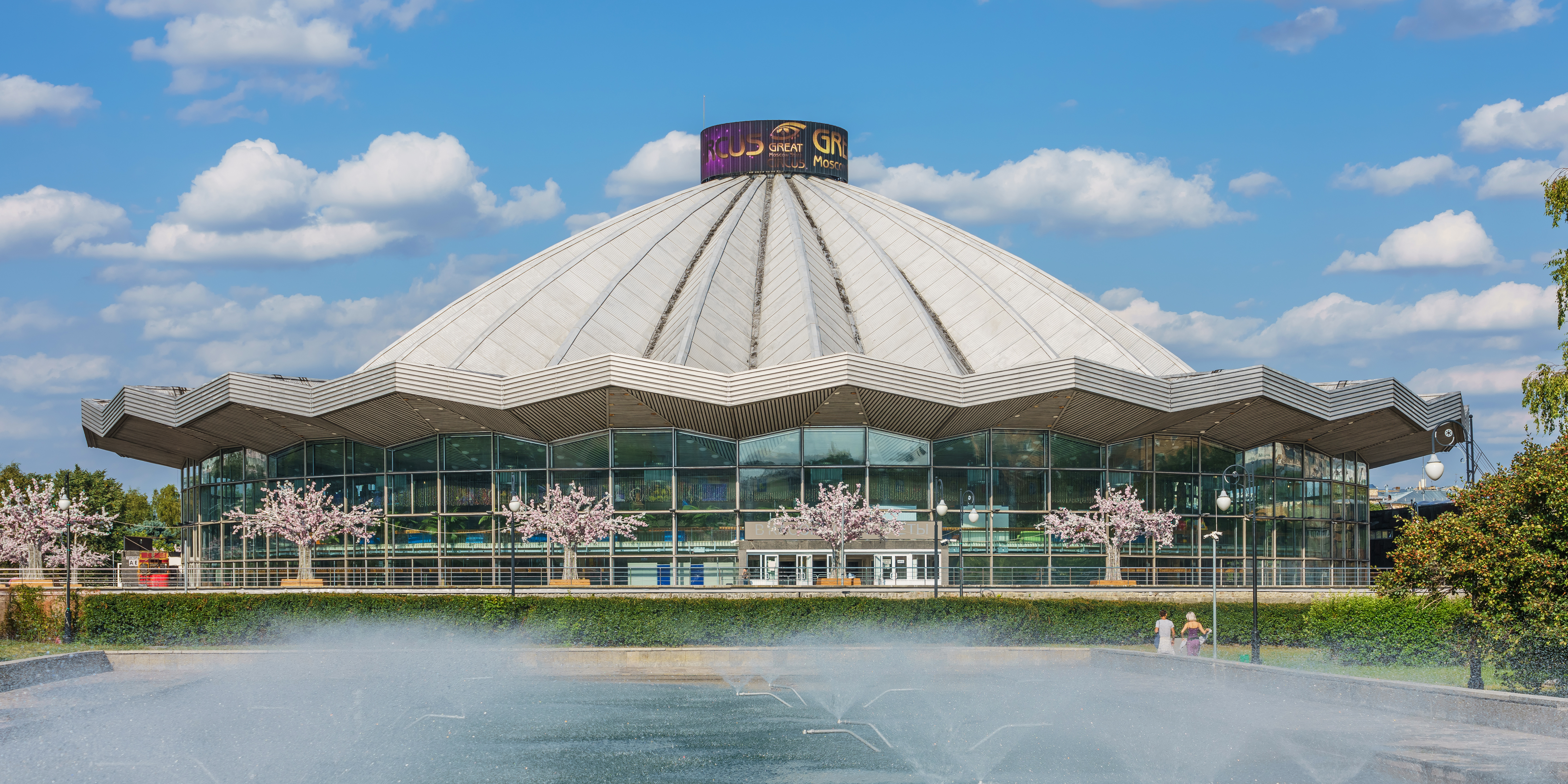
Moskvas stora statscirkus

Moskvas stora statscirkus (ryska: Большо́й Моско́вский Госуда́рственный цирк, Bolsjoj Moskovskij Gosudarstvennyj tsirk) på Vernadskovo prospekt i Moskva är en cirkus som öppnade den 30 april 1971. Den tar 3 400 åskådare och höjden på amfiteatern är 36 meter. Föreställningar hålls eftermiddag och kväll varje dag.
Cirkusen har omfattande tekniska möjligheter. Byggnaden har fem utbytbara arenor (hästring, vattenarena, isrink, illusionistarena och ljusarena) i en stor maskinhall 18 meter under mark. Under en föreställning kan en arena ersättas med en annan på omkring 5 minuter. En arena sänks ner och glider åt sidan medan en annan lyfts upp.
Närmsta tunnelbanestation är Universitetet.